# Josh Hader
Josh Ronald Hader, född den 7 april 1994 i Millersville i Maryland, är en amerikansk professionell basebollspelare som spelar för Houston Astros i Major League Baseball (MLB). Hader är vänsterhänt pitcher.

## Karriär
Hader draftades av Baltimore Orioles 2012 som 582:a spelare totalt. Året efter blev han och L.J. Hoes trejdade till Houston Astros i utbyte mot Bud Norris. Det blev dock inget spel där utan han blev trejdad två år senare till Milwaukee Brewers tillsammans med Adrian Houser, Brett Phillips och Domingo Santana mot att Carlos Gómez och Mike Fiers gick i motsatt riktning. Han debuterade i MLB för Brewers den 10 juni 2017 och blev efter ett tag klubbens "closer". Efter flera mycket framgångsrika säsonger trejdades han i augusti 2022 till San Diego Padres i utbyte mot Taylor Rogers, Dinelson Lamet, Robert Gasser och Esteury Ruiz. Efter 2023 års säsong blev han free agent och blev i januari 2024 klar för Houston Astros, som han kom överens med om ett femårskontrakt värt 95 miljoner dollar.

## Meriter
Bland Haders meriter kan nämnas att han tagits ut till MLB:s all star-match fem gånger (2018–2019 och 2021–2023) och tre All-MLB First Teams (2019, 2021 och 2023). Han har tre gånger utsetts till Reliever of the Year i National League (NL) (2018–2019 och 2021). 2020 hade han flest saves i NL.
Hader har satt flera rekord i MLB. Den 30 april 2018 blev han den första någonsin att göra åtta strikeouts i samma match på mindre än tre innings pitched. I september samma år hade han under fem matcher 16 raka bränningar via strikeouts, flest av alla under den så kallade expansionseran (sedan 1961). Samma år satte han också ett nytt rekord i antal strikeouts under en säsong av en vänsterhänt reliever. Under 2020 års av covid-19-pandemin förkortade säsong inledde han med att göra tolv raka matcher utan att tillåta en enda hit, också det ett rekord. Den 8 maj 2021 satte han ett nytt rekord när han nådde 400 strikeouts under karriären fortare än någon annan. Han gjorde det på bara 234,2 innings pitched och slog därmed Craig Kimbrels rekord på 236 innings pitched, satt 2014. Nästan exakt ett år senare, den 10 maj 2022, nådde han 500 strikeouts som den näst snabbaste i MLB:s historia, på bara 293,2 innings pitched. Bara Aroldis Chapman hade gjort det snabbare, på 292 innings pitched. Han inledde 2022 års säsong med 18 saves på hans 18 första matcher, ett nytt MLB-rekord. Fram till början av juni hade han, slutet av föregående säsong inkluderad, 40 raka grundseriematcher utan att tillåta någon poäng, ett tangerat MLB-rekord med Ryan Pressly. I slutspelet 2022 hade han under en period åtta raka bränningar via strikeouts, ett nytt slutspelsrekord.